# Rio Dulce
Rio Dulce é um rio centro-americano da Guatemala.